# C
C (wymowa: ce, minuskuła: c) – trzecia litera alfabetu łacińskiego, czwarta litera alfabetu polskiego.

## Historia
| Fenicki gaml | Arabski gimel | Hebrajski gimel | Grecka Gamma | Etruskie C | Starołacińskie C (G) |
| ------------ | ------------- | --------------- | ------------ | ---------- | -------------------- |
|              |               |                 |              |            |                      |

Wywodzi się z greckiej litery gamma (Γ). W łacinie klasycznej pierwotnie służyła do oznaczania głosek [k] i [ɡ], a od III wieku p.n.e. jedynie [k] – do oznaczania głoski [ɡ] powstała litera G.
Współcześnie używana jest do oznaczania głoski:
- w języku polskim – [ʦ], a przed i – [ʨ]
- w pozostałych językach słowiańskich, w językach bałtyckich i ugrofińskich oraz w języku albańskim – [ʦ]
- w językach zachodnioeuropejskich – zazwyczaj [k], a przed e lub i:
  - w języku angielskim, francuskim i katalońskim – [s]
  - w języku irlandzkim – [c]
  - w języku walijskim – zawsze [k]
  - w języku włoskim i rumuńskim – [ʧ]
  - w języku hiszpańskim i galicyjskim – [θ]
- w językach tureckich – zazwyczaj [ʤ]
- w języku zhuang – [ʃ]

## Używanie litery C
| język                         | dialekt                       | dźwięk (IPA) | notatka                |
| ----------------------------- | ----------------------------- | ------------ | ---------------------- |
| Angielski                     | Angielski                     | /k/          |                        |
| Angielski                     | Angielski                     | /s/          | przed e, i, y          |
| Azerbejdżański                | Azerbejdżański                | /ʤ/          |                        |
| Chorwacki (serbsko-chorwacki) | Chorwacki (serbsko-chorwacki) | /ʦ/          |                        |
| Czeski                        | Czeski                        | /ʦ/          |                        |
| Duński                        | Duński                        | /k/          |                        |
| Duński                        | Duński                        | /s/          | przed e, i, y, æ, ø    |
| Fiński                        | Fiński                        | /k/          |                        |
| Fiński                        | Fiński                        | /s/          |                        |
| Francuski                     | Francuski                     | /k/          |                        |
| Francuski                     | Francuski                     | /s/          | przed e,i, y           |
| Galicyjski                    | Galicyjski                    | /k/          |                        |
| Galicyjski                    | Galicyjski                    | /θ/          | przed e, i             |
| Hiszpański                    | wszystkie                     | /k/          |                        |
| Hiszpański                    | europejski                    | /θ/          | przed e, i, y          |
| Hiszpański                    | amerykański                   | /s/          | przed e, i, y          |
| Irlandzki                     | Irlandzki                     | /k/          |                        |
| Irlandzki                     | Irlandzki                     | /c/          | przed e, i, po i       |
| Kataloński                    | Kataloński                    | /k/          |                        |
| Kataloński                    | Kataloński                    | /s/          | przed e, i             |
| Litewski                      | Litewski                      | /ʦ/          |                        |
| Łaciński                      | Łaciński                      | /k/          |                        |
| Łaciński                      | Łaciński                      | /ʦ/          | przed e, i, y, oe, ae  |
| Łotewski                      | Łotewski                      | /ʦ/          |                        |
| Niderlandzki                  | Niderlandzki                  | /k/          |                        |
| Niderlandzki                  | Niderlandzki                  | /s/          | przed e, i, y          |
| Niemiecki                     | Niemiecki                     | /k/          |                        |
| Niemiecki                     | Niemiecki                     | /s/          | przed ä, e, i, ö, ü, y |
| Niemiecki                     | Niemiecki                     | /ʦ/          | przed ä, e, i, ö, ü, y |
| Norweski                      | Norweski                      | /k/          |                        |
| Norweski                      | Norweski                      | /s/          | przed e, i, y, æ, ø    |
| Polski                        | Polski                        | /ʦ/          |                        |
| Portugalski                   | Portugalski                   | /k/          |                        |
| Portugalski                   | Portugalski                   | /s/          | przed e, i, y          |
| Rumuński                      | Rumuński                      | /k/          |                        |
| Rumuński                      | Rumuński                      | /ʧ/          | przed e, i             |
| Słowacki                      | Słowacki                      | /ʦ/          |                        |
| Słoweński                     | Słoweński                     | /ʦ/          |                        |
| Szwedzki                      | Szwedzki                      | /k/          |                        |
| Szwedzki                      | Szwedzki                      | /s/          | przed e, i, y, ä, ö    |
| Turecki                       | Turecki                       | /ʤ/          |                        |
| Walijski                      | Walijski                      | /k/          |                        |
| Węgierski                     | Węgierski                     | /ʦ/          |                        |
| Włoski                        | Włoski                        | /k/          |                        |
| Włoski                        | Włoski                        | /ʧ/          | przed e, i             |
| Zhuang                        | Zhuang                        | /ʃ/          |                        |

## Grafemy i symbole oparte na C
| Niektóre litery diakrytyzowane i ligatury | Niektóre litery diakrytyzowane i ligatury | Niektóre litery diakrytyzowane i ligatury | Niektóre litery diakrytyzowane i ligatury | Niektóre litery diakrytyzowane i ligatury | Niektóre litery diakrytyzowane i ligatury | Niektóre litery diakrytyzowane i ligatury | Niektóre litery diakrytyzowane i ligatury | Niektóre litery diakrytyzowane i ligatury | Niektóre litery diakrytyzowane i ligatury |
| ----------------------------------------- | ----------------------------------------- | ----------------------------------------- | ----------------------------------------- | ----------------------------------------- | ----------------------------------------- | ----------------------------------------- | ----------------------------------------- | ----------------------------------------- | ----------------------------------------- |
| Ć ć                                       | Ĉ ĉ                                       | C̀ c̀                                       | C̆ c̆                                       | Ƈ ƈ                                       | Č č                                       | Č́ č́                                       | C̄ c̄                                       | Ċ ċ                                       | C̃ c̃                                       |
| C̈ c̈                                       | C̓ c̓                                       | Ȼ ȼ                                       | Ꞓ ꞓ                                       | Ç ç                                       | C̱ c̱                                       | C̣ c̣                                       | C̦ c̦                                       | Ḉ ḉ                                       | Ç̆ ç̆                                       |
| Ç̌ ç̌                                       | Ç̇ ç̇                                       | Ć̣ ć̣                                       | Č̣ č̣                                       | Č̈ č̈                                       | Č̓ č̓                                       | Ↄ ↄ                                       | Ꜿ ꜿ                                       |                                           |                                           |
| Znaki alfabetów fonetycznych              |                                           |                                           |                                           |                                           |                                           |                                           |                                           |                                           |                                           |
| ɕ                                         | ʗ                                         | ᶜ                                         | ᶝ                                         | ᴄ                                         |                                           |                                           |                                           |                                           |                                           |
| Symbole i skróty                          |                                           |                                           |                                           |                                           |                                           |                                           |                                           |                                           |                                           |
| ©                                         | ℃                                         | ¢                                         | ₡                                         | ₢                                         | ₵                                         | ₠                                         | ℂ                                         | ℭ                                         |                                           |

## Inne reprezentacje
| Sygnalizacja                            | Sygnalizacja       | Sygnalizacja | Język migowy | Język migowy | Język migowy | Alfabet Braille’a |
| flaga Międzynarodowego Kodu Sygnałowego | Alfabet semaforowy | Kod Morse’a  | francuski    | kanadyjski   | polski       | Alfabet Braille’a |
| --------------------------------------- | ------------------ | ------------ | ------------ | ------------ | ------------ | ----------------- |
|                                         |                    | Cⓘ           |              |              | i            |                   |

## Kodowanie
| Znak                   | C                      | C                      | c                    | c                    |
| ---------------------- | ---------------------- | ---------------------- | -------------------- | -------------------- |
| Nazwa w Unikodzie      | Latin Capital Letter C | Latin Capital Letter C | Latin Small Letter C | Latin Small Letter C |
| Kodowanie              | dziesiątkowo           | szesnastkowo           | dziesiątkowo         | szesnastkowo         |
| Unicode                | 67                     | U+0043                 | 99                   | U+0063               |
| UTF-8                  | 67                     | 43                     | 99                   | 63                   |
| Odwołania znakowe SGML | &#67;                  | &#x0043;               | &#99;                | &#x0063;             |
| ASCII1                 | 67                     | 43                     | 99                   | 63                   |
| EBCDIC                 | 195                    | C3                     | 131                  | 83                   |

1 W tym pochodne ASCII, takie jak DOS, Windows, ISO-8859 i Macintosh